# Cis ephippiatus
Cis ephippiatus är en skalbaggsart som beskrevs av Mannerheim 1853. Cis ephippiatus ingår i släktet Cis och familjen trädsvampborrare. Inga underarter finns listade i Catalogue of Life.